# Carefree (Arizona)
Pour l’article homonyme, voir Carefree.
Carefree est une ville dans le comté de Maricopa, en Arizona, aux États-Unis.

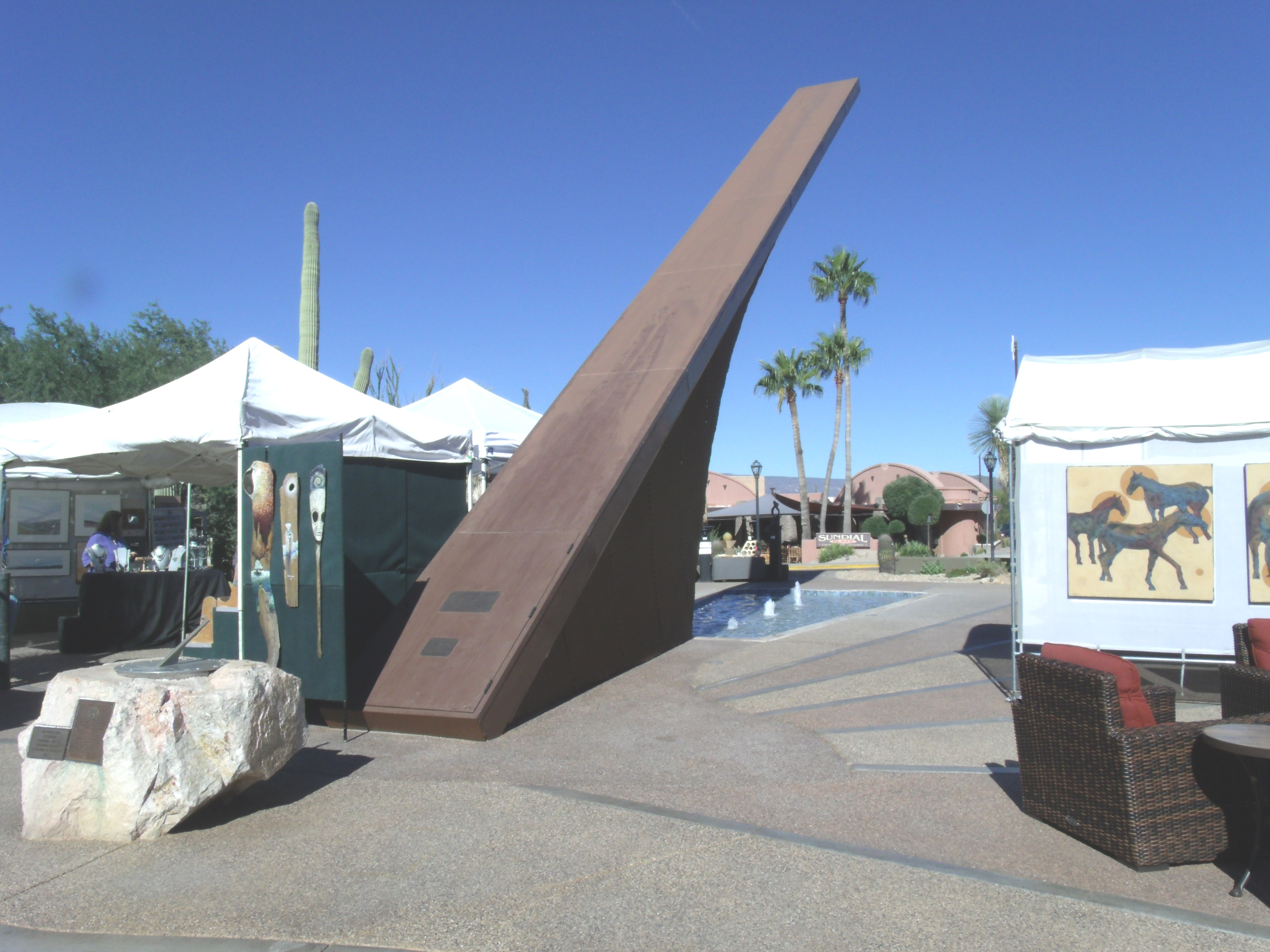
Le cadran solaire de Carefree

## Démographie
En 2007, la population était de 3 875 habitants pour une densité de 169 hab/km2.
| 1980 | 1990  | 2000  | 2010  | - | - |
| ---- | ----- | ----- | ----- | - | - |
| 964  | 1 657 | 2 927 | 3 363 | - | - |

## Géographie
Elle est frontalière de la ville de Scottsdale au sud et du village de Cave Creek à l'ouest.